# Stolička

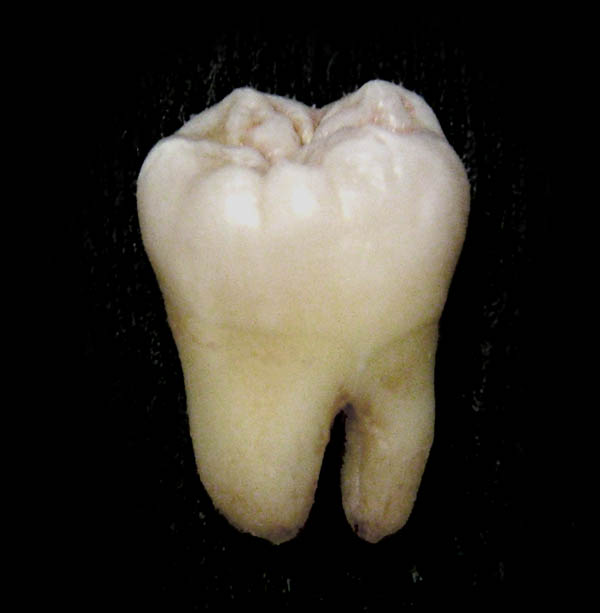
Stolička člověka

Stolička (molar, z latinského mola, což označuje mlýnský kámen, zkratka M) je nejméně častý[zdroj?] a nejkomplikovanější typ zubů u savců. U většiny savců slouží k drcení (rozmělnění) potravy.

## Stoličky u člověka
Dospělý člověk má tři stoličky na každé straně čelisti. Jedná se o zuby, které do dutiny ústní prořezávají jako poslední.
Třetí stoličky jsou nazývány zuby moudrosti. Mohou se prořezat již v 18 letech (odtud jejich označení), ale i mnohem později. S jejich růstem bývají spojeny problémy, například když zubní čelist není dostatečně vyvinutá a není pro zub místo. Situace se pak někdy řeší extrakcí.